# Кошой
Кошой (кирг. Кошой, до 2002 года — Калиновка) — село в Чуйском районе Чуйской области Кыргызстана. Административный центр Ибраимовского айылного аймака.

## География
Село расположено в центральной части области, на левом берегу реки Шамси, на расстоянии приблизительно 11 километров (по прямой) к югу от города Токмак, административного центра района. Абсолютная высота — 1260 метров над уровнем моря.

## Население
Согласно оценочным данным Национального статистического комитета Кыргызской Республики, численность населения села на начало 2023 года составляла 1881 человек.
| год     | 2009 | 2014 | 2015 | 2020 | 2021 | 2023 |
| ------- | ---- | ---- | ---- | ---- | ---- | ---- |
| человек | 1865 | 1907 | 1886 | 2000 | 2005 | 1881 |